# Banjsko Selo
 Banjsko Selo  falu Horvátországban, Károlyváros megyében. Közigazgatásilag   Barilovićhoz tartozik.

## Fekvése
Károlyvárostól 8 km-re délre, községközpontjától 5 km-re északra fekszik.

## Története
A településnek 1857-ben 117, 1910-ben 182 lakosa volt. Trianon előtt Modrus-Fiume vármegye Vojnići járásához tartozott. 2011-ben 144 lakosa volt.

## Lakosság
| Lakosság változása | Lakosság változása | Lakosság változása | Lakosság változása | Lakosság változása | Lakosság változása | Lakosság változása | Lakosság változása | Lakosság változása | Lakosság változása | Lakosság változása | Lakosság változása | Lakosság változása | Lakosság változása | Lakosság változása | Lakosság változása |
| ------------------ | ------------------ | ------------------ | ------------------ | ------------------ | ------------------ | ------------------ | ------------------ | ------------------ | ------------------ | ------------------ | ------------------ | ------------------ | ------------------ | ------------------ | ------------------ |
| 1857               | 1869               | 1880               | 1890               | 1900               | 1910               | 1921               | 1931               | 1948               | 1953               | 1961               | 1971               | 1981               | 1991               | 2001               | 2011               |
| 117                | 131                | 153                | 146                | 158                | 182                | 180                | 203                | 206                | 190                | 182                | 180                | 160                | 162                | 146                | 144                |